# Ordonnance de 1925 sur la citoyenneté palestinienne
L'Ordonnance de 1925 sur la citoyenneté palestinienne, en anglais : Palestinian Citizenship Order 1925, est une loi de la Palestine mandataire qui crée une citoyenneté palestinienne pour les résidents du territoire de la Palestine mandataire
,,. Elle est promulguée le 24 juillet 1925 et entre en vigueur le 1er août 1925. L'ordonnance reste en vigueur jusqu'au 14 mai 1948, date à laquelle les Britanniques se retirent du mandat et où la citoyenneté palestinienne prend fin. Israël promulgue une loi sur la citoyenneté en 1952, tandis que les résidents de Cisjordanie relèvent de la loi jordanienne sur la nationalité.